# 선호제
선호제(1979년 9월 26일 ~ )는 대한민국의 성우로, 2009년 CJ ENM 성우극회 7기 공채 성우로 입사했다.

## 주요 출연 작품

### TV 애니메이션
- 개구리 중사 케로로(투니버스) - 톱, 다레레
- 결계사 (투니버스) - 가긴 부하2, 요괴1
- 괴담 레스토랑 (투니버스) - 고양이요괴
- 꿈빛 파티시엘 (투니버스) - 아빠, 시우
  - 꿈빛 파티시엘 프로페셔널 (투니버스) - 아빠, 안토니오
- 너에게 닿기를 (투니버스) - 화이트
- 안녕 자두야 (SBS, 투니버스) - 교장선생님
- 명탐정 코난 (투니버스, 애니맥스) - 일꾼3
- 명탐정 코난 (투니버스, 애니맥스) - 고우진 작가 (7기, ep.13)
- 명탐정 코난 극장판 5기 - 천국으로의 카운트다운 (투니버스)
- 가정교사 히트맨 REBORN! (투니버스) - 초대보스(프리모)
- 날아라 호빵맨 (투니버스, MBC, 애니맥스) - 하마
- 돌연변이 아일랜드 (투니버스) - 프린세스
- 닌자보이 란타로 (투니버스) - 요시노
- 엠마 - 영국 사랑 이야기 (투니버스) - 로버트
- 말하는 강아지 마사 (투니버스) - 바딘치 선생님
- 와라! 편의점 (MBC, 투니버스) - 까만콩일병
- 스켓 댄스 - 이기열
- 짱구는 못말려 (투니버스) - 이소룡, 유리 아빠
- 울트라 B (투니버스) - 대웅
- 메이저 극장판 - 우정의 강속구 (투니버스) - 경성 감독
- 테니스의 왕자 (투니버스) - 사사베 친구2, 마사시, 쿠키, 선배2, 카바지, 켄조
- 레터비 (투니버스) - 단원
- 여기는 공원 앞 파출소 (투니버스) - 폭주족2
- 아따맘마 (투니버스)
- 동쪽의 에덴 (투니버스) - 남자
- 원피스 극장판 - 스트롱월드 (투니버스) - 스칼렛 대장
- 드래곤볼GT(투니버스) - 도마, 리베트
- 원피스(투니버스) - 펑크프리드
- 나루토 질풍전 극장판(인연) - 숙명의 재회 (투니버스)
- 역경무뢰 카이지 (바둑TV) - 오오타
- 최강! 탑플레이트 (SBS) - 최강캡틴

### 극장용 애니메이션
- 썸머 워즈 - 진노우치 요리히코

### 외화
- 죽어도 예쁜 걸 (투니버스) - 소퍼스, 톰
- 세이디 (투니버스) - 폴
- 명탐정 코난 드라마스페셜 - 괴조 전설의 수수께끼(투니버스) - 소지석
- 33분 탐정 (투니버스) - 카자미
- 명탐정 코난 드라마스페셜 - 남도일의 부활 (투니버스) - 웨이터
- 마이사 : 천상의 목소리 (텔레노벨라) - 웨이터
- 퓨어엔젤 미라클 매직 (투니버스) - 산타

### CF
- 맥심
- 현대자동차
- 공익광고협의회
- 라이나 생명
- KDB생명
- NH농협은행
- 인천국제공항
- LG전자
- 기아자동차
- 에스와이하우징
- 삼정그린코아
- 센시아
- 건강보험심사평가원
- 국민건강보험
- 에이스침대
- 파크랜드
- LH공사
- 굿네이버스
- 쉐보레
- kt
- LG유플러스
- 농심

### 영화
- 브로큰 힐 - 남자

### 방송
- 스토리 잡스 (TV조선)
- 제시카&크리스탈 (온스타일)
- MBC 다큐프라임 295회 : 세상을 지배하는 힘 소프트웨어 (MBC)
- DMZ, 더 와일드 (MBC)